# Хорб-ам-Неккар
Хорб-ам-Неккар (нем. Horb-am-Neckar) — город в Германии, расположен в земле Баден-Вюртемберг. 
Подчинён административному округу Карлсруэ. Входит в состав района Фройденштадт.  Население составляет 25 603 человека (на 31 декабря 2010 года). Занимает площадь 119,84 км². Официальный код  —  08 2 37 040.
Город подразделяется на 17 городских районов.
В городе производятся инструменты с твердосплавными и алмазными напайками для обработки древесины и синтетических материалов Leuco.

## Известные уроженцы
- Шанц, Павел (1841-1905) — немецкий богослов.

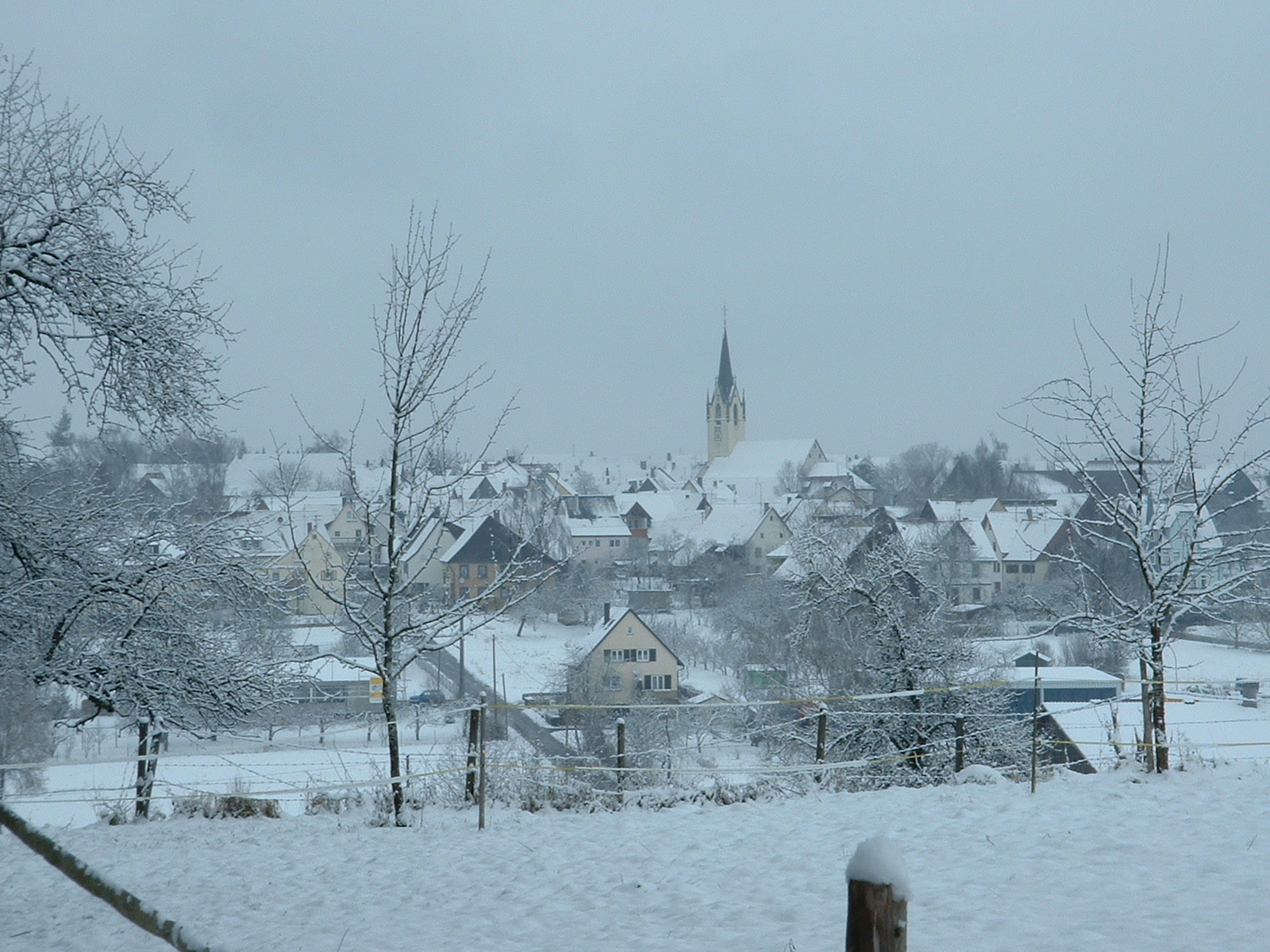
Хорб-ам-Неккар